# Moises Henriques
Moises Henriques est un joueur de cricket luso-australien. Il est all-rounder (bowler et batter). Son style de bowling est "medium-fast". Il joue actuellement en 1re catégorie ("First Grade") dans la compétition du Sydney Cricket Grade pour le club de St George et pour l'équipe de Nouvelle-Galles du Sud, les NSW Blues. Il est actuellement placé sixième, plus rarement septième ou huitième, dans l'ordre de batting des compétitions nationales. En compétition "First Grade", la quatrième position dans l'ordre de batting lui est dévolue.

## Fondations d'un joueur de cricket
Moises Constantino Henriques (surnommé "Moey" en compétition Twenty20, jersey no 21) est né le 1er février 1987 à Funchal, sur l'île de Madère, au Portugal. Il est le fils de l'ancien joueur de football Alvaro Henriques. À huit ans, il commence une carrière de cricketer amateur et montre alors les prédispositions d'un champion. À seize ans, Moises Henriques intègre le club de cricket de l'État de Nouvelle Galles du Sud, les NSW Blues. Tandis qu'il entame une carrière nationale, Moises Henriques participe à la coupe du monde des moins de 19 ans au Bangladesh en 2004 avant de se rendre en 2005 en Inde dans le cadre d'une série ODI contre l'équipe junior nationale.

## Carrière professionnelle
À 18 ans, après avoir fait ses premiers pas en compétition ODD, il mène l'équipe d'Australie lors de la coupe du monde des moins de 19 ans au Sri Lanka. Moises Henriques a été génial lors de cette tournée. Il rentre au pays avec des moyennes remarquables: 10.62 au lancer et 37.5 la batte à la main. Le 27 octobre 2006, lors d'une compétition first-class face à l'État du Queensland, il devient le plus jeune joueur australien (19 ans) à récupérer 5 wickets en une manche depuis Doug Walters. Depuis janvier 2006, il est régulièrement sélectionné dans l'équipe des NSW Blues lors des matchs a over limités (One-Day) ainsi que dans les matchs First-class. Parallèlement à ses apparitions sur la scène nationale, Moises Henriques continue de jouer pour le club de St George dans le cadre de la compétition Sydney Cricket Grade.
Le 1er septembre 2008, Cricket Australia, fédération australienne de cricket, annonçait que Moises Henriques rejoignait l'équipe de cricket australienne en remplacement de Andrew Symonds, suspendu pour raison disciplinaire, pour jouer deux ODI contre le Bangladesh à Darwin. Cependant, le communiqué indiquait dans le même temps que Moises Henriques n'était appelé à jouer qu'en cas de "circonstances exceptionnelles", du fait de la priorité accordée aux joueurs de l'équipe australienne A pour l'accès à l'équipe principale. Certains spécialistes pensent que cette décision constitue une indication favorable pour l'avenir .
Henriques a fait ses débuts internationaux dans un Twenty20 International contre la Nouvelle-Zélande à Sydney le 15 février 2009, mais il n'a été épuisé que pour 1 run. En octobre, Henriques a été appelé, après les blessures de Brett Lee et James Hopes, lors de la tournée australienne en Inde. James Hopes s'était blessé aux ischio-jambiers. Ironiquement, peu de temps après que Henriques ait joué à la place de Hopes, il s'est lui aussi blessé aux ischio-jambiers. En 2013, Henriques a été sélectionné dans l'équipe australienne de cricket de test lors de la tournée en Inde pour faire ses débuts aux tests, puis a marqué son premier demi-siècle avec 68 runs dans les 1ères manches du 1er test en le confirmant avec 81 not-out dans les 2ème manches. En 2017, il est revenu dans l'équipe australienne pour un voyage en Angleterre et au Pays de Galles pour le trophée des champions ICC qui a finalement été remporté par le Pakistan.

## Voir également (en anglais)
- Profil de Moises Henriques sur cricinfo
- Portrait de Moises Henriques sur le site des NSW Blues